# Ratkovce
Ratkovce jsou obec v okrese Hlohovec v Trnavském kraji na západním Slovensku. Žije zde 350 obyvatel.

## Historie
V historických záznamech je obec poprvé zmiňována v roce 1113.

## Geografie
Obec leží v nadmořské výšce 165 m na ploše 5,799 km2.

## Pamětihodnosti
- Římskokatolický kostel Narození Panny Marie z roku 1843.